# Periochi Neapolis Kai Nisos Elafonisos
Periochi Neapolis Kai Nisos Elafonisos este o arie protejată (arie specială de conservare — SAC, sit de importanță comunitară — SCI) din Grecia întinsă pe o suprafață de 5.468,71 ha, integral pe uscat.

## Localizare
Centrul sitului Periochi Neapolis Kai Nisos Elafonisos este situat la coordonatele 36°32′44″N 22°59′37″E / 36.545621°N 22.993599°E.

## Înființare
Situl Periochi Neapolis Kai Nisos Elafonisos a fost declarat sit de importanță comunitară în octombrie 1999 pentru a proteja 1 specie de plante și 4 specii de animale. Situl a fost protejat și ca arie specială de conservare în martie 2011.

## Biodiversitate
Situată în ecoregiunea mediteraneană, aria protejată conține 8 habitate naturale: Pășuni mediteraneene udate de apa mării (Juncetalia maritimi), Dune mobile cu vegetație embrionară, Dune mobile de-a lungul țărmului cu Ammophila arenaria („dune albe”), Dune de coastă cu Juniperus spp., Iazuri temporare mediteraneene, Sarcopoterium spinosum phryganas, Pante stâncoase calcaroase cu vegetație casmofită, Păduri de Olea și Ceratonia.
La baza desemnării sitului se află mai multe specii protejate:
- plante (1): Linaria hellenica
- reptile (4): Chelonia mydas, Mauremys rivulata, Testudo marginata, elaphe situla (Zamenis situla)

Pe lângă speciile protejate, pe teritoriul sitului au mai fost identificate 18 specii de plante, 4 specii de amfibieni, 4 specii de mamifere, 14 specii de reptile.